# Brunetto Latini
Brunetto Latini, noto anche come Brunetto Latino (Firenze, 1220 circa – 1294 o 1295), è stato uno scrittore, poeta, politico e notaio italiano, autore di opere in volgare italiano e francese.

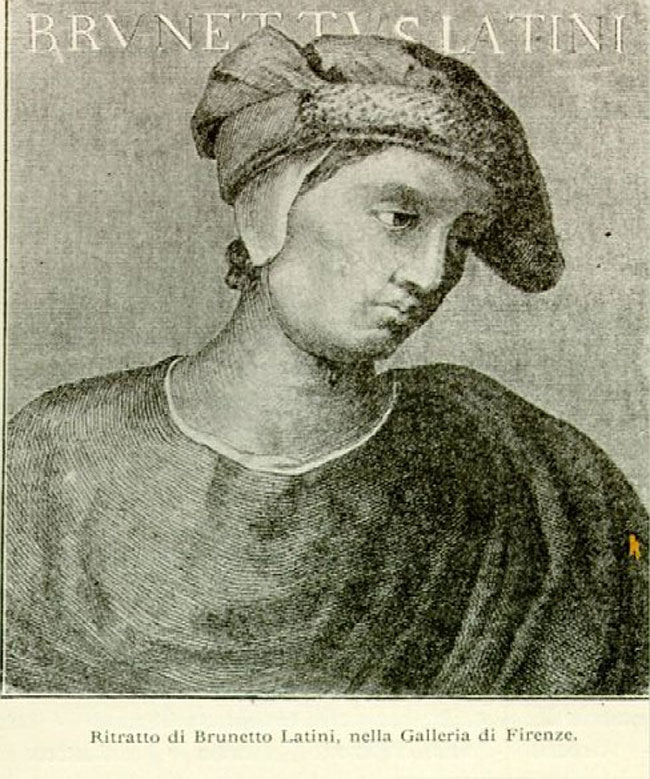
Brunetto Latini

Fu notissimo in età medioevale per la sua poesia di carattere etico - morale, e come autore del Tesoretto e del Livres dou Tresor. Per i moderni è noto anche per la sua omosessualità, motivo per cui Dante Alighieri, suo allievo, lo collocò nel settimo cerchio dell'Inferno (Canto quindicesimo), nella sua Divina Commedia, dove, tuttavia, è descritto con parole piene di gratitudine come "l'uom che s'etterna" tramite le sue virtù poetiche.

## Biografia

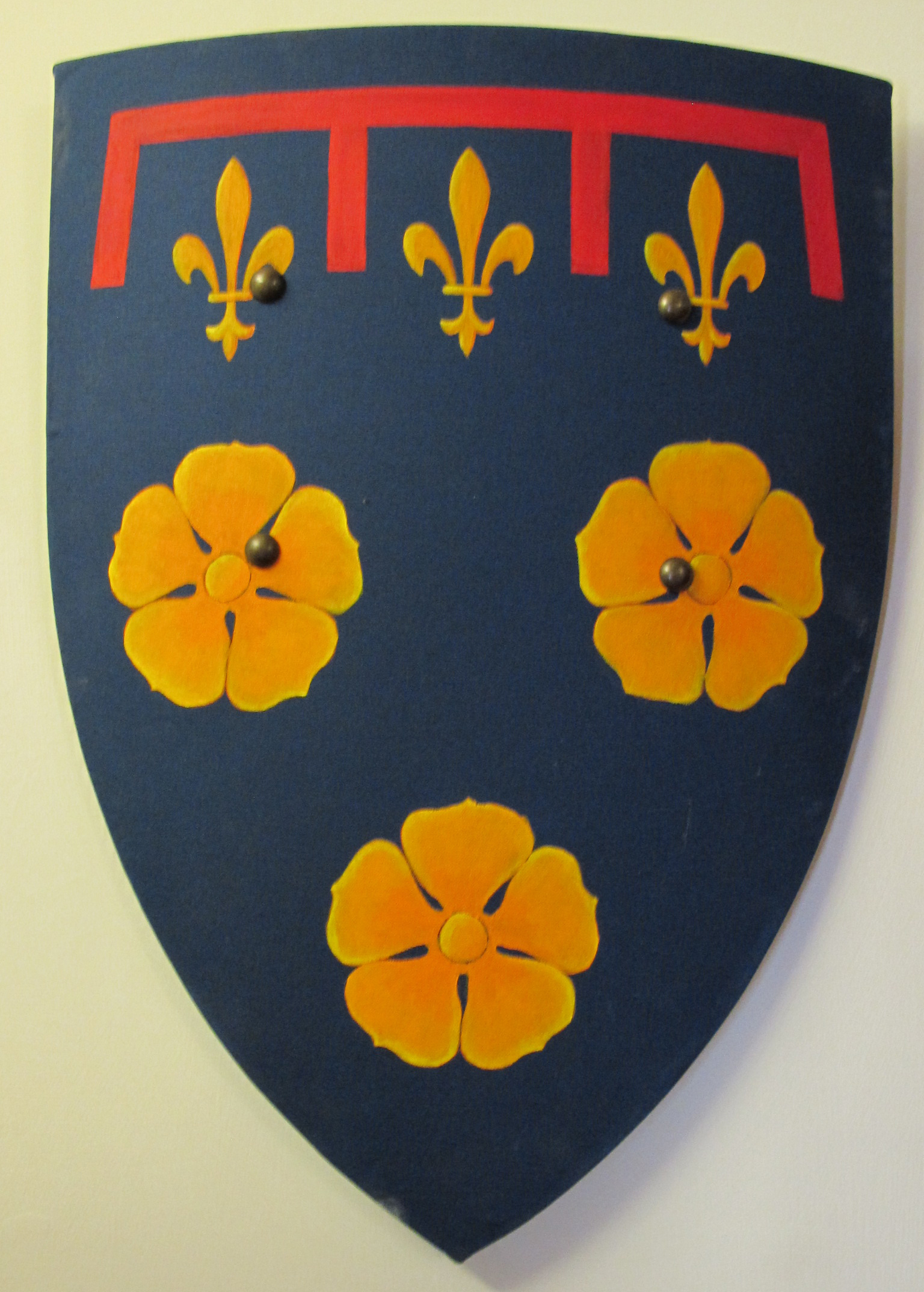
Stemma di Latini

Brunetto (quasi sempre Brunetto nei documenti) era figlio di Buonaccorso e nipote di Latino Latini, appartenente ad una nobile famiglia toscana. La datazione approssimativa della nascita all'inizio degli anni Venti si desume dal fatto che nel 1254 divenne notaio; nel 1259 ricoprì l'incarico di scriba degli anziani del comune di Firenze e fu capo del Comune di Montevarchi. Le fonti storiche e una serie di documenti autografi testimoniano la sua attiva partecipazione alla vita politica della Repubblica fiorentina. Come egli stesso narra nel Tesoretto, fu inviato dai suoi concittadini alla corte di Alfonso X di Castiglia, per richiedere il suo aiuto in favore dei guelfi. Tuttavia (sempre secondo il poemetto), mentre tornava dalla Spagna, presso il valico di Roncisvalle, incontrò uno studente dello Studio bolognese che gli portò la notizia della vittoria dei ghibellini nella battaglia di Montaperti del 4 settembre 1260, evento che lo costrinse all'esilio in Francia.
Qui dimorò per sette anni tra Montpellier, Arras, Bar-sur-Aube e Parigi, esercitando (come già a Firenze) la professione di notaio, come testimoniano gli atti da lui stesso rogati. Qui iniziò a scrivere le sue principali opere: il Tresore, il Tesoretto e il Favolello (dal francese Flabel).
I cambiamenti politici conseguenti alla vittoria di Carlo I d'Angiò nella battaglia di Benevento su Manfredi di Svevia consentirono il ritorno di Brunetto in Italia. Nel 1269 diventò protonotaro del vicario angioino per la Toscana, Jean Britaud, nel 1273 fu risarcito del torto subito, con il titolo di Segretario del Consiglio della repubblica, stimato e onorato dai suoi concittadini. Pare inoltre che nel luglio 1270 stipulasse un contratto d'affitto nella città di Bologna con il noto canonista Brandelisio Riccadonna, dalla durata di due anni, con il fine di dedicarsi al commercio di spezie.

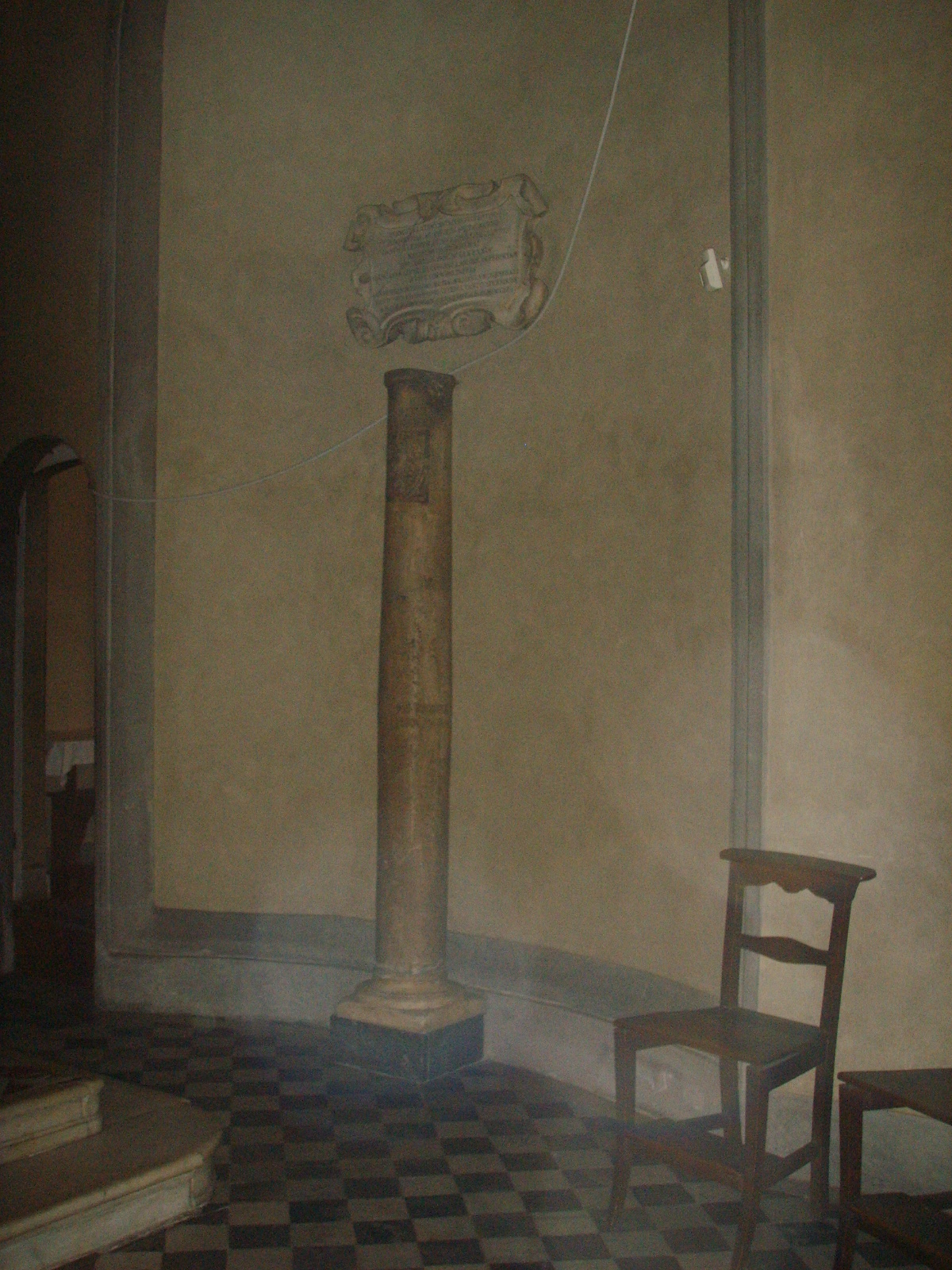
La colonna che segna il punto in cui è stata riscoperta la sua tomba, nella chiesa di Santa Maria Maggiore

La sua influenza divenne tale che a partire dal 1279 si trova a malapena nella storia di Firenze un avvenimento pubblico importante al quale Brunetto non abbia preso parte. A favore della borghesia comunale egli elaborò un programma laico e civile, che, mantenendosi al di fuori della cultura universitaria e rivolgendosi ad un pubblico intermedio tra i dotti e gli indotti, mirava ad un uso, consapevole e colto, della retorica nella politica,
Nel 1280 contribuì notevolmente alla riconciliazione temporanea tra guelfi e ghibellini detta "pace del Cardinal Latino".
Più tardi (1284) presiedette il congresso dei sindaci in cui fu decisa la rovina della Repubblica di Pisa.
Nel 1287 Brunetto Latini fu elevato alla dignità di Priore. Questi magistrati, in numero di dodici, erano stati previsti nella costituzione del 1282. La sua parola si faceva frequentemente sentire nei Consigli generali della repubblica. Era uno degli arringatori, o oratori, più frequentemente designati.
Conservò integre le sue facoltà anche in età avanzata e morì nel 1294 (come scrive Giovanni Villani nella sua Nova Cronica) o nel 1295 (come affermato da altre fonti).
La tomba di Brunetto Latini è stata ritrovata nella chiesa di Santa Maria Maggiore di Firenze, ed è segnalata da un'antica colonnetta nella cappella a sinistra dell'altare maggiore.

## Opere

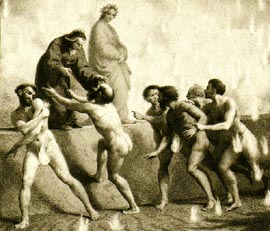
Raffigurazione di Brunetto Latini nel girone dei sodomiti (illustrazione dall'Inferno, Canto XV)

### IlTesoretto
Si tratta di un poema (incompiuto o mutilo) scritto in volgare fiorentino, in settenari a rima baciata, narrato in prima persona da Mastro Brunetto. L'autore definisce l'opera Tesoro, ma il nome Tesoretto è presente già nei manoscritti più antichi (fine del XIII secolo), presumibilmente per distinguerla dalle traduzioni italiane del Tresor. Il protagonista, sconfortato dalla notizia della disfatta di Montaperti, si perde in una "selva diversa". Nella sua peregrinazione si imbatte nelle personificazioni della Natura e delle Virtù, che gli illustrano la composizione del Mondo e i modelli di comportamento cortesi. Il poema si interrompe nel momento in cui il protagonista incontra Tolomeo, che sta per spiegargli i fondamenti dell'astronomia.

Influenzato da un lato dal romanzo cortese in lingua d'oïl, dall'altro dai poemi allegorici medio-latini e francesi, Brunetto realizza un'opera che da una parte della critica è ritenuta tra i precursori diretti della Commedia.

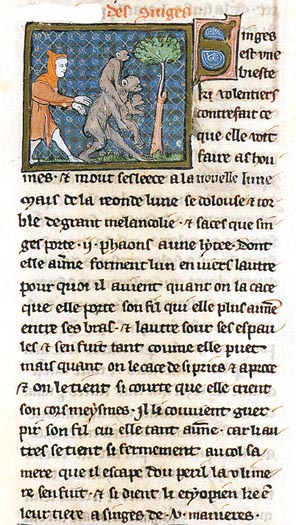
Il Tesoro, libro I.

### IlTresor

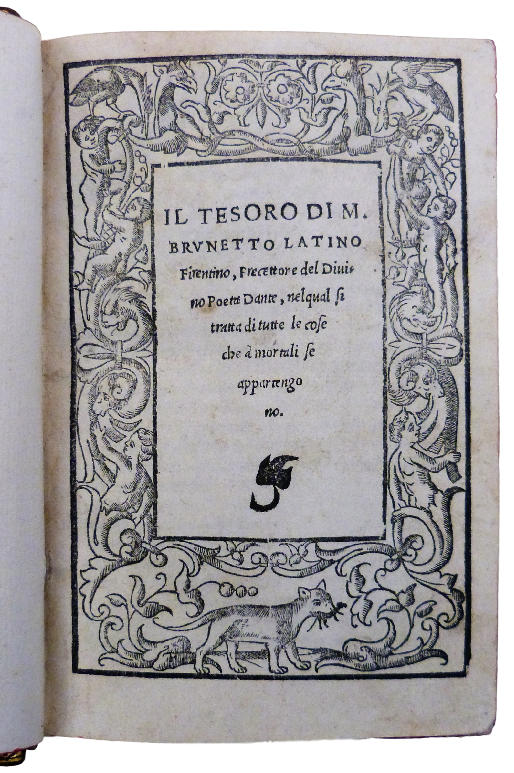
Frontespizio de Il Tesoro. Venezia, Melchiorre Sessa il Vecchio, 1533.

Quest'opera (il cui titolo originale è Livres dou Tresor), la più celebre di quelle di Brunetto, fu scritta durante l'esilio in Francia, in lingua d'oïl, perché, come spiega il prologo: "la parleure est plus delitable et plus comune a touz languaiges" ("è la parlata più dilettevole e più comune tra tutte le lingue").
L'opera, della quale Alfonso D'Agostino ha segnalato ottantacinque testimoni manoscritti (61 completi, 11 incompleti, 13 frammentari), consta di tre libri e risulta la prima enciclopedia volgare in senso proprio.. Altri testimoni sono stati segnalati in seguito da Paolo Squillacioti, Paolo Divizia e Marco Giola.
Il primo libro tratta "de la naissance de toutes choses"; tra gli argomenti affrontati vi sono un'ampia storia universale, dalle vicende dell'Antico e del Nuovo Testamento alla battaglia di Montaperti, elementi di medicina, fisica, astronomia, geografia, e architettura, e un bestiario. Si trova, in questo libro, una delle menzioni più antiche che conosciamo di una bussola e l'indicazione della sfericità della terra.
Nel secondo libro si tratta dei vizi e delle virtù, attingendo sostanzialmente dall'Etica Nicomachea.
Il terzo libro riguarda principalmente la retorica e la politica. Brunetto utilizza come fonti principali Aristotele, Platone, Senofane, Vegezio e Cicerone.
A Bono Giamboni, di poco più giovane di Brunetto, era un tempo attribuita una traduzione dell'opera in volgare italiano che ebbe una vasta diffusione manoscritta, ma Cesare Segre ha smentito la paternità giamboniana della traduzione (Prosa del Duecento).

#### Edizioni
- Livres dou Tresor, Venezia, Giovanni Antonio Nicolini da Sabbio & fratelli, 1528.

### Altre opere
Brunetto è inoltre autore di un altro breve poemetto, Il Favolello, di una Rettorica, volgarizzamento e commento del De inventione di Cicerone, nonché dei volgarizzamenti di tre orazioni ciceroniane (Pro Ligario, Pro Marcello, Pro rege Deiòtaro). In passato gli si attribuivano, ma senza fondamento, varie opere tra cui Mare amoroso e Fiori e vita di filosafi ed altri savi ed imperadori.

## Nella cultura

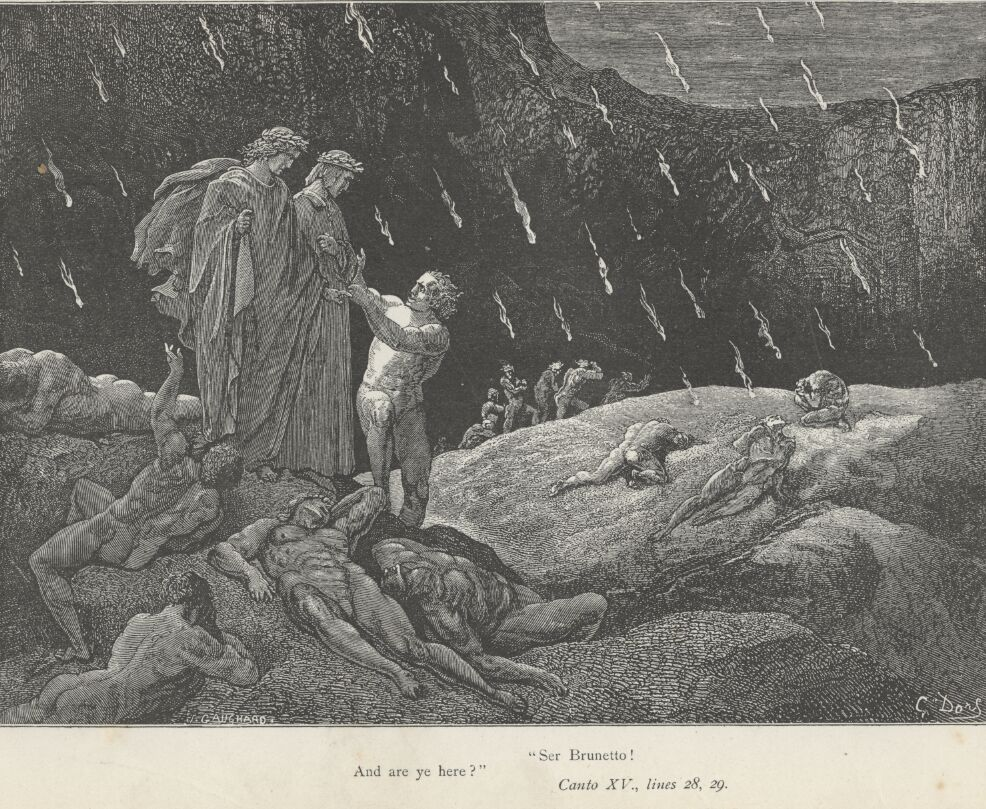
Dante e Virgilio incontrano Brunetto. Illustrazione di Gustave Doré

E quelli: "O figliuol mio, non ti dispiaccia

se Brunetto Latino un poco teco

ritorna ’n dietro e lascia andar la traccia".»
(Divina Commedia, Inf. XV, vv. 29-32)
Nel Canto XV dell'Inferno Dante lo incontra tra i sodomiti, violenti contro Dio nella natura. Siamo nel Girone III del settimo cerchio; Dante e Virgilio camminano su un piano rialzato rispetto alla landa desolata in cui i dannati procedono. Dante, che era stato allievo di Brunetto, è profondamente scosso e non nasconde verso il maestro una persistente ammirazione. Brunetto è il primo nell'opera a toccare fisicamente il poeta, tirandolo per la veste.
Brunetto Latini passa poi a parlare di Firenze, introducendo la profezia dell'esilio di Dante, già anticipata nel Canto X da Farinata degli Uberti.

## La Presunta Correlazione con Bondie Dietaiuti
non lo mi tegno a danno,

anzi mi sforzo ognora di servire

lo bianco fioreauliso, pome aulente

che nova ciascuno anno

la gran bieltade e lo gaio avenire.»
(S’eo son distretto, Brunetto Latini)
di voi che m’ha distretto,

fidato amico aletto,

mi sforza ch’io mi deggia rallegrare.»
(Amor, quando mi membra, Bondie Dietaiuti)
Nonostante Brunetto Latini fosse stato sposato, avesse avuto quattro figli e persino condannato la sodomia nel suo Trésor, solo di recente si è scoperta una sua possibile relazione con il poeta fiorentino Bondie Dietaiuti, documentata da alcune poesie di entrambi. I due componimenti, più precisamente "S'eo son distretto" (di Latini) e "Amor, quando mi membra" (di Dietaiuti in risposta a Brunetto), sembrerebbero tracciare i tratti di una corrispondenza amorosa, o almeno di un forte legame, fra i due poeti. Nonostante la poesia di Latini esprima un amore piuttosto veemente, dato che descrive il suo cuore come "pieno di sconforto" perché si sente ingannato dal suo amante, Bondie prende prudentemente le distanze e preferisce mostrare solo rispetto e riconoscenza (usa infatti espressioni come "fidato amico aletto", ma non disdegna nemmeno termini come "inamoramento"). Dietaiuti dimostra di star vivendo una situazione precaria: i tempi gli "hanno fatto danno" e lui è "caduto in una grave colpa"; così, sebbene non possa rifiutare l'amicizia di Brunetto, non sembra condividerne il trasporto amoroso. In ogni caso, sembra sapere che Latini provi per lui "un grande amor", sebbene non sia ne sapiente ne di stirpe nobile, ma lo re-indirizza piuttosto a semplice benevolenza altruistica e cortesia. 
La "chanzonetta" di Brunetto Latini (unica pervenutaci), soprattutto perché corredata dalla risposta di Dietaiuti, ha fatto pensare quindi ad una storia d’amore omosessuale. Nonostante Peter Armour, ricercatore e dantista alla Royal Holloway University di Londra, abbia avanzato l'ipotesi che Latini stesse semplicemente esprimendo il suo amore per la città di Firenze, da cui venne esiliato, la questione è stata trattata anche dal critico letterario e filologo D'Arco Silvio Avalle: quest'ultimo, che per primo ha messo in relazione la composizione del Latini a quella di Dietaiuti, ne ha rivelato le implicazioni sentimentali all'interno del suo "Ai luoghi di delizia pieni".

## Bibliografia

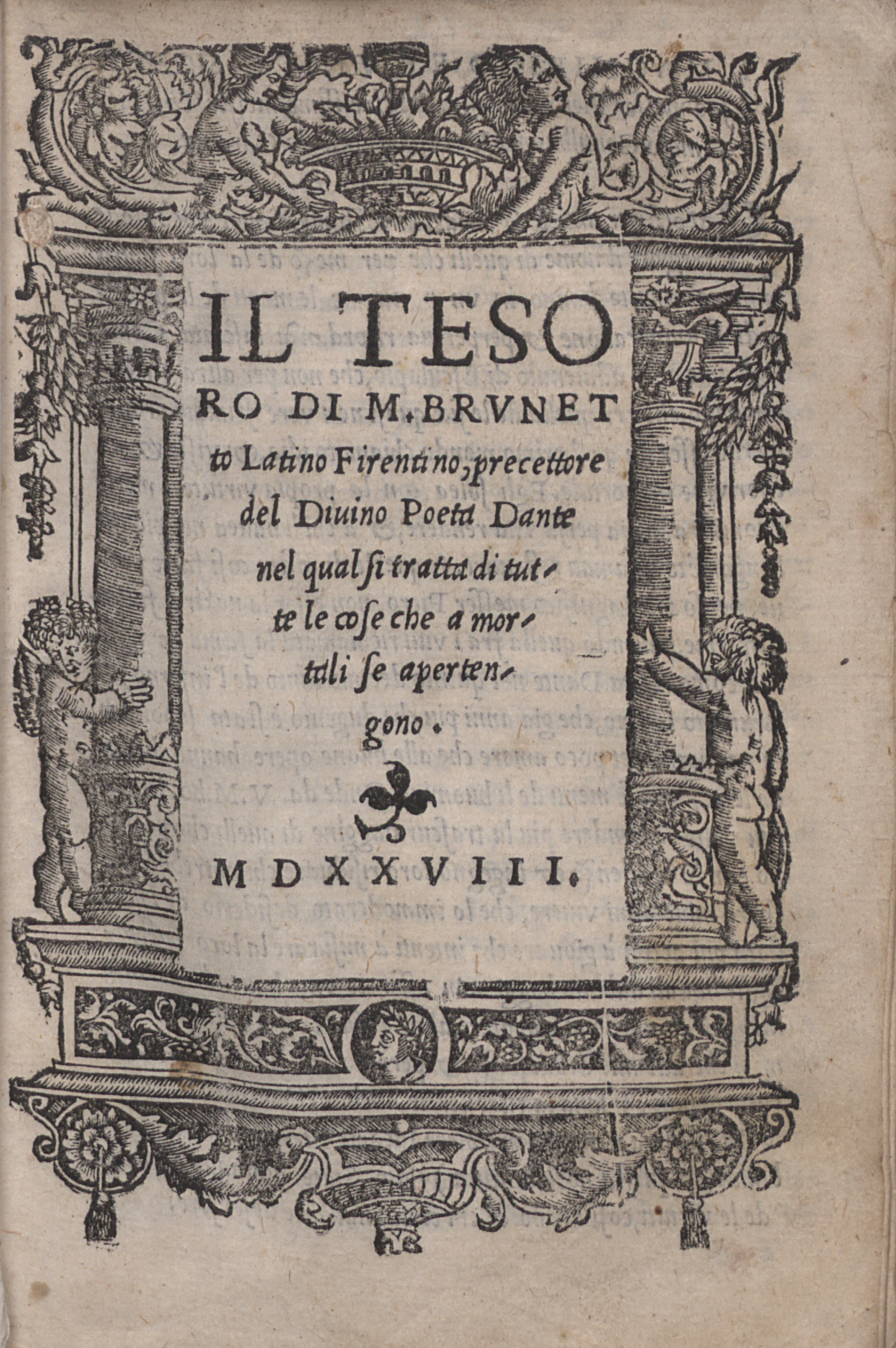
Edizione del volgarizzamento toscano pubblicata nel 1528.